# Quistrachia legendrei
Quistrachia legendrei är en snäckart som beskrevs av Alan Solem 1997. Quistrachia legendrei ingår i släktet Quistrachia och familjen Camaenidae. Inga underarter finns listade i Catalogue of Life.